# Вегенер, Пауль
Па́уль Ве́генер (нем. Paul Wegener; 11 декабря 1874 — 13 сентября 1948) — немецкий актёр и кинорежиссёр, один из основоположников киноэкспрессионизма.

Вегенер был одержим той же самой кинематографической страстью, которая вдохновляла Жоржа Мельеса ставить такие фильмы, как «Путешествие на Луну» или «Проделки дьявола». Но если добродушный французский режиссёр пленял детские души лукавыми трюками фокусника, немецкий актёр действовал наподобие сумрачного волшебника, который вызывал демонические силы, дремлющие в человеке.— Зигфрид Кракауэр

## Биография

### Жизнь и творчество
Родился 11 декабря 1874 года в Арнольдсдорфе (Восточная Пруссия, Германия) в семье текстильного фабриканта Отто Вегенера и его жены Анны. В 1883—1886 годах посещал католическую гимназию в Рёсселе. В 1886—1893 годах во время учёбы в гимназии в Кёнигсберге вместе с друзьями организовал драматический кружок. В 1894—1895 годах по желанию отца изучал юриспруденцию во Фрайбурге и Лейпциге, но посещал прежде всего лекции по истории искусства и философии. Когда он бросил учёбу, чтобы окончательно стать актёром, отец лишил его материальной поддержки. С 1896 года после частных уроков актёрского мастерства был актёром в провинции, с 1905 года — в труппе Немецкого театра Макса Рейнхардта в Берлине. С 1913 года снимался в кино.

### Творчество в кино
Широкая известность пришла к Вегенеру с ролью в фильме «Пражский студент» (нем. Der Student von Prag: ein romantisches Drama, 1913), который он также поставил в качестве сорежиссёра.
Следующей значительной работой стала заглавная роль в фильме «Голем» (нем. Der Golem, 1915). Образ оживлённого магией глиняного истукана оказался настолько органичен для монументального Вегенера, что актёр вернулся к нему ещё дважды — в фильмах «Голем и танцовщица» (Der Golem und die Tänzerin, 1917) и «Голем, как он пришёл в мир» (Der Golem, wie er in die Welt kam, 1920); последний стал одним из наиболее важных фильмов немецкого киноэкспрессионизма и классическим воплощением знаменитого сюжета.
В творчестве Пауля Вегенера большое место занимали величественные персонажи или негодяи, сыгранные им в фильмах «Сумурун» (нем. Sumurun, 1920), «Жена фараона» (нем. Das Weib des Pharao, 1922), «Лукреция Борджиа» (нем. Lucrezia Borgia, 1922), «Живые Будды» (нем. Lebende Buddhas, 1925), «Свенгали» (нем. Svengali, 1927), «Альрауне» (нем. Alraune, 1928), «Рампер, человек-зверь» (нем. Ramper, der Tiermensch, 1927) и др.
Вегенер продолжил работать и в звуковом кино, но так и не создал ролей, которые сравнились бы по значению с его более ранними работами. Несмотря на то, что в период национал-социализма он снимался в ряде пропагандистских фильмов, советские оккупационные власти дали ему разрешение на работу, и он одно время даже был советником военного коменданта Берлина по вопросам культуры. Исполнил заглавную роль в спектакле «Натан-мудрец» по пьесе Лессинга, премьера которого состоялась 7 сентября 1945 года в Немецком театре в Берлине. В этой роли он выступал более 60 раз — пока не упал на сцене в обморок.

### Уход из жизни
Пауль Вегенер скончался 13 сентября 1948 года в Берлине.

## Избранная фильмография

### Режиссёр
- 1915 — Голем / Der Golem (совм. с Хенриком Галееном; частично утрачен)
- 1916 — Йог / Der Yoghi (совм. с Рохусом Глизе)
- 1916 — Свадьба Рюбецаля / Rübezahls Hochzeit (совм. с Рохусом Глизе)
- 1917 — Голем и танцовщица / Der Golem und die Tänzerin (совм. с Рохусом Глизе)
- 1917 — Ханс Труц в сказочной стране / Hans Trutz im Schlaraffenland
- 1918 — Крысолов из Гамельна / Der Rattenfänger von Hameln
- 1918 — Чужой князь / Der fremde Fürst
- 1919 — Галерный раб / Der Galeerensträfling (совм. с Рохусом Глизе)
- 1920 — Голем, как он пришёл в мир / Der Golem, wie er in die Welt kam (совм. с Карлом Безе)
- 1924 — Живые Будды / Lebende Buddhas
- 1934 — Подруга большого человека / Die Freundin eines großen Mannes
- 1934 — Человек хочет в Германию / Ein Mann will nach Deutschland
- 1936 — Август Сильный / August der Starke
- 1936 — Москва — Шанхай / Moskau — Shanghai
- 1936 — Час искушения / Die Stunde der Versuchung

### Актёр
- 1913 — Пражский студент / Der Student von Prag (реж. Стеллан Рюэ)
- 1920 — Сумурун / Sumurun
- 1922 — Жена фараона / Das Weib des Pharao
- 1922 — Ванина / Vanina
- 1922 — Лукреция Борджиа / Lucrezia Borgia
- 1926 — Маг / The Magician
- 1927 — Ткачи / Die Weber
- 1928 — Альрауне / Alraune
- 1933 — Ханс Вестмар — один из многих / Hans Westmar (вожак коммунистов)
- 1935 — …Всего лишь комедиант / …nur ein Komödiant
- 1939 — Бессмертное сердце / Das unsterbliche Herz
- 1942 — Великий король / Der große König
- 1945 — Дело Моландера / Der Fall Molander
- 1945 — Кольберг / Kolberg (полковник Лукаду, комендант Кольберга)
- 1948 — Большой мандарин / Der große Mandarin